# Острів Андреєва
О́стрів Андре́єва (рос. Остров Андреева, якут. Андреев арыыта) — дрібний острів-скеля у Східносибірському морі, є частиною Ведмежих островів. Територіально відноситься до Республіки Саха, Росія.
Розташований біля західного берега острова Пушкарьова. Висота острова сягає 8 м. Береги скелясті та високі.
| Росія | Це незавершена стаття з географії Росії. Ви можете допомогти проєкту, виправивши або дописавши її. |